# Biblioteca Municipal Professora Adelaide da Cunha Franco
A Biblioteca Municipal de Barra Mansa é uma biblioteca do município de Barra Mansa, Rio de Janeiro. A biblioteca foi fundada em 20 de dezembro de 1871. Funcionou em vários prédios até que em 1987 fixou-se na Palácio Barão de Guapy.

## Acervo
- Nobiliarchia Portuguesa: Tratado da Nobreza (1676);[1]
- Princípios do Direito Natural (1769);[1]
- Exemplares dos jornais Aurora Barramansense e Resendense (1876), quando ainda Barra Mansa pertencia ao município de Resende.[1]